# Bibliothèque cantonale de Bâle-Campagne
 (avril 2022).
La bibliothèque cantonale est un lieu de rendez-vous culturel et social. À l’aide des expositions et des manifestations, la bibliothèque traite des thèmes actuels et fait avancer la compréhension pour la culture nationale et étrangère. La bibliothèque est un centre de formation également pour la formation continue individuelle. Le bâtiment de la bibliothèque dispose de son café.

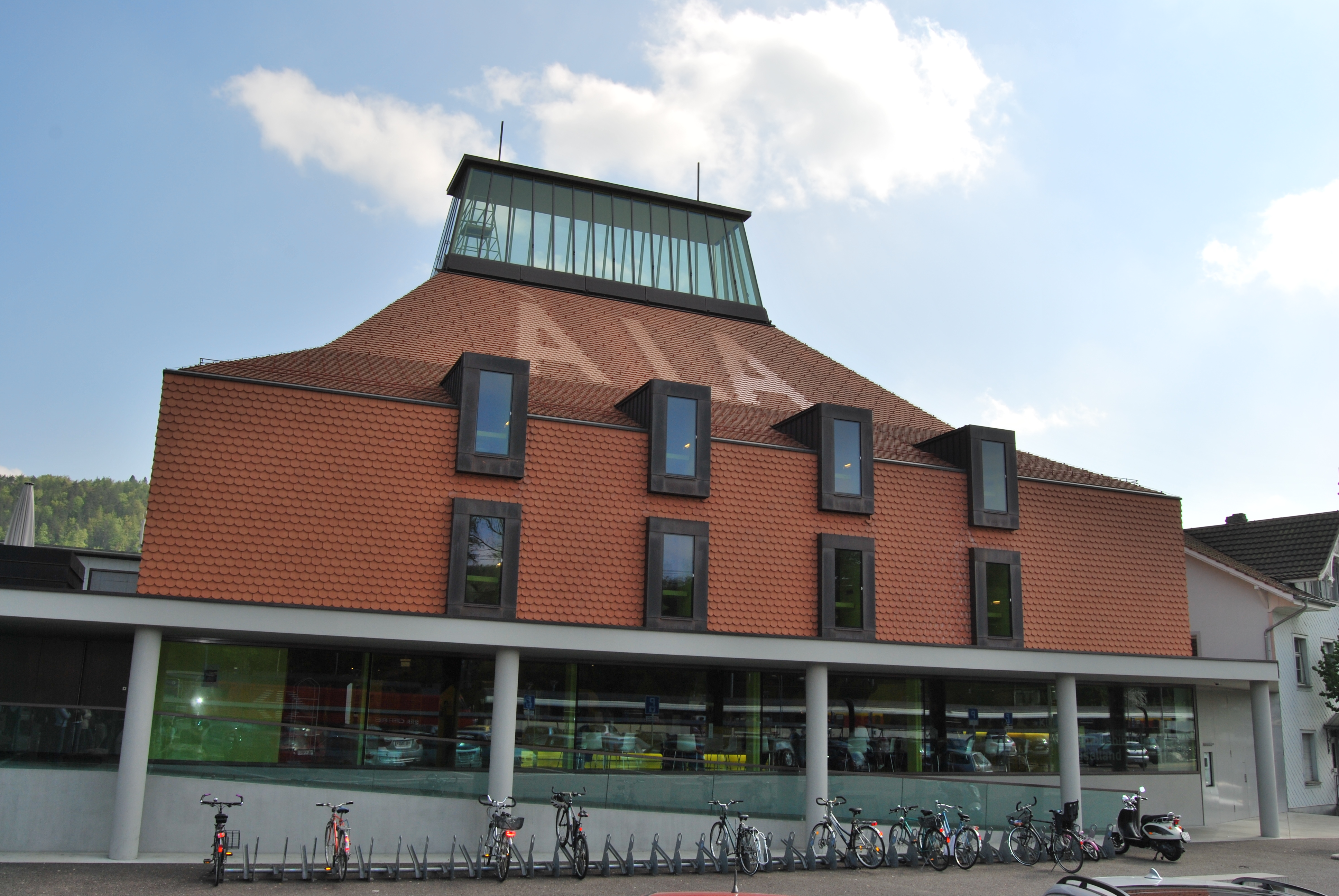
Bibliothèque cantonale de Bâle-Campagne.

## Histoire
La bibliothèque a ouvert les portes en 1838, cinq ans après la fondation. Ses initiateurs étaient des politiciens qui s’intéressaient aux questions pédagogiques pour améliorer la formation du peuple et faire avancer l’histoire de la patrie. Malgré beaucoup de donations des œuvres bibliophiles qui remontent au XVIe siècle, le développement de la bibliothèque était très lent. Au moment du centenaire, elle possédait environ 30 000 documents. En 1984, l’offre et le stock était actualisé dans la perspective de l’ouverture de la bibliothèque en libre-accès. À partir de ce moment, la bibliothèque s’ouvrait pour le large public. La progression de l’offre de médias audiovisuels et numériques mais aussi l’ouverture des portes le dimanche laissaient augmenter l’usage de la bibliothèque. Par conséquent la bibliothèque devait se placer dans un lieu plus approprié. La nouvelle bibliothèque cantonale ouvrait le 1er juin 2005. Elle est aujourd’hui l’institution culturelle la plus fréquentée du canton de Bâle-Campagne avec plus de 1 000 visiteurs par jour.

## Offre des livres et des médias
La bibliothèque cantonale offre en quatre étages 80 000 documents concernant tous les domaines et pour toutes les générations. Elle est ouverte aux nouveaux types de médias. Dans les magasins se trouvent en plus 150 000 documents.
En représentant une bibliothèque des études et de formation, la bibliothèque cantonale complète les offres de médias des bibliothèques scolaires et communales dans le canton. Elle collecte et transmet des documents textes et audiovisuelles par rapport à la région de Bâle et ses auteurs. 

## Services et utilisation
Toutes les offres de la bibliothèque peuvent demander par le catalogue en ligne. Au *portail se trouve d’autres services. C’est-à-dire des listes d’acquisition, possibilités de réservations avec informations par courriel et SMS, paiement en carte de crédit, enregistrement en ligne, etc.
La bibliothèque cantonale compte plus de 17 000 usagers inscrits qui ont emprunté environ 650 000 livres et documents. Grâce à la technique de RFID, les usagers sont capables de faire leurs prêts et les restitutions eux-mêmes.